# Klinikum Fürth

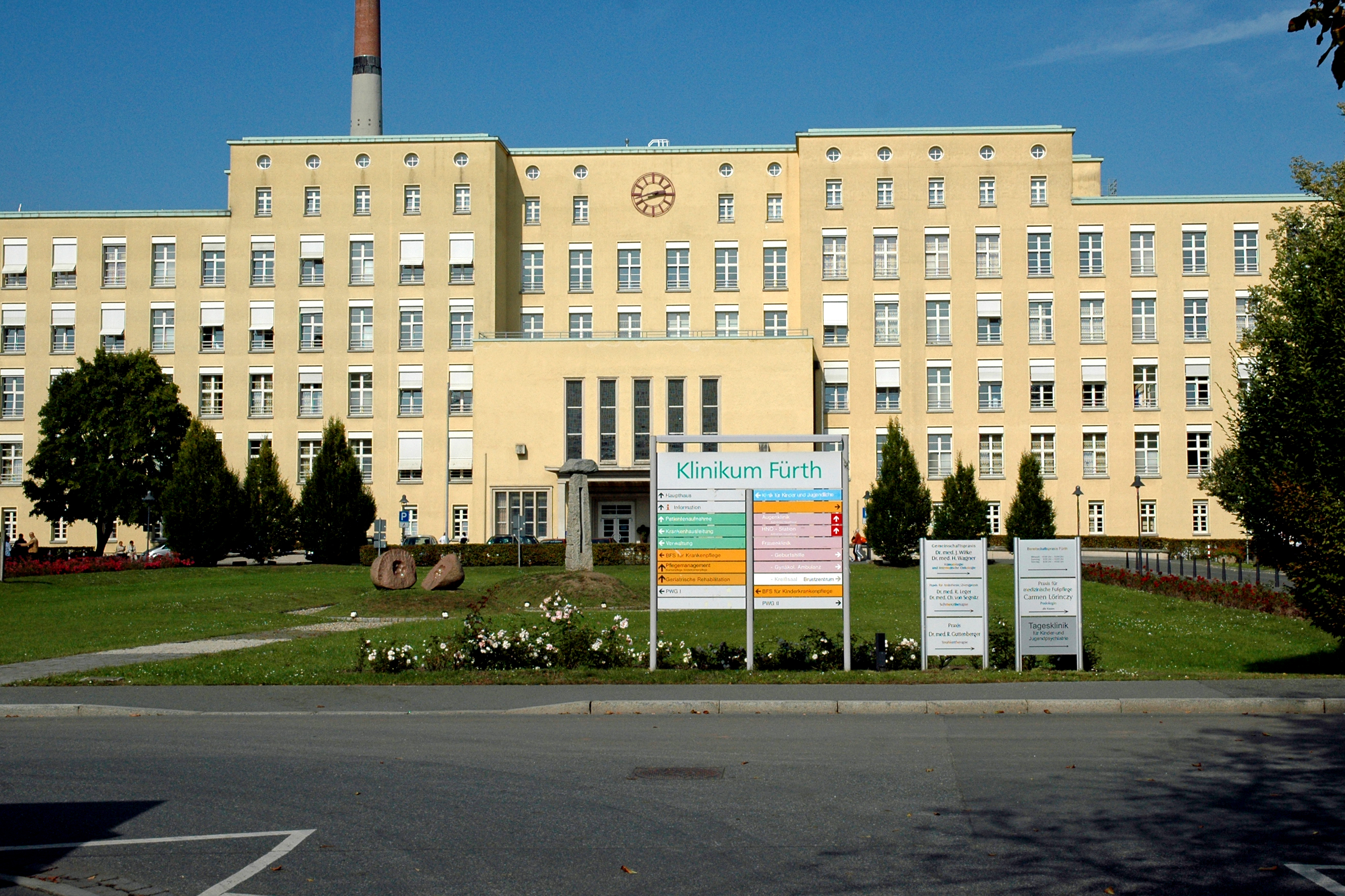
Vordergebäude des Klinikum Fürth

Das Klinikum Fürth ist ein Krankenhaus der Schwerpunktversorgung mit Notfallversorgung rund um die Uhr und behandelt jährlich ca. 31.700 stationäre Patienten (Stand 2020). Es ist ein selbständiges Kommunalunternehmen (Anstalt des öffentlichen Rechts) der Stadt Fürth. Es stellt (Stand 2023) 771 stationäre Planbetten bereit. Zusätzlich verfügt es über 36 Betten im Bereich Geriatrische Rehabilitation (nach § 111 SGB V). Es ist ein Lehrkrankenhaus der Universität Erlangen-Nürnberg.

## Geschichte
Das neue Klinikum der Stadt Fürth wurde im Jahre 31. Juli 1931 als Städtisches Krankenhaus eröffnet und löste damit das alte Stadtkrankenhaus an der Schwabacher Straße in der Innenstadt ab. Die Bauzeit betrug vier Jahre (1928–1931). Im Gegensatz zu dem damals üblichen Pavillonstil – jede medizinische Fachdisziplin erhielt ein eigenes Gebäude – wurde das Klinikum Fürth als eines der ersten Krankenhäuser in der Region in geschlossener Bauweise in nur einem Gebäudekomplex erstellt, so dass alle Abteilungen unter einem Dach versammelt waren. Auch der Baustil hob sich von vielen Klinikbauten seiner Zeit besonders hervor, da er sich an der neuen Sachlichkeit orientierte bzw. sich am Bauhaus anlehnte, da man funktional das Gebäude mit durch Licht durchfluteten Gängen, großzügigen freundlichen Räumen sowie Sonnen- und Ruheterrassen ausstattete, um mit dem medizinischen Konzept der „Licht-Luft-Sonne-Wirkung“ zu korrespondieren. Während des Zweiten Weltkrieges blieb das Gebäude nahezu unbeschädigt und konnte bis zum Ende des Krieges als Krankenhaus und Notlazarett zur Verfügung stehen.
In den Jahren 1967 und 1969 zogen weitere medizinische Einrichtungen auf das Gelände. So das Nathanstift, eine Entbindungseinrichtung, die zuvor durch den Stifter Alfred Nathan 1909 in Betrieb gegangen war – in Ergänzung an die bereits existierende Abteilung für Frauenheilkunde. Zwei Jahre später, im Jahr 1969, kam das ehemalige Kinderspital (gegründet 1889) ebenfalls mit dazu, womit die medizinische Versorgung der Bevölkerung nahezu vollständig auf dem Gelände des heutigen Klinikums Fürth stattfinden konnte. Neben den beiden medizinischen Einrichtungen wurden Ende der 1960er Jahre weitere Gebäude auf dem Grundstück errichtet. So wurden z. B. ein Schwesternwohnheim, eine neue Mensa und Küche sowie Gebäude für die Betriebstechnik und Wäscherei errichtet.
Mitte der 1980er Jahre wurde ein neuer Funktionstrakt hinter dem historischen Gebäude angebaut, in den sich alle Funktionsabteilungen, der Operationstrakt sowie neue Diagnostik- und Therapieeinheiten neu eingliederten. In der Folge wurde Anfang der 1990er Jahre das Gebäude aus dem Jahr 1931 vollständig kernsaniert. Die beiden Bettentürme im Osten und Westen wurden durch neue Bettenstationen ersetzt, der Rest des Gebäudes wurde vollständig entkernt und saniert, so dass lediglich noch die Fassade an den Ursprung des Klinikums erinnert. Anfang der 2000er Jahre wurde zunächst das Kinderspital durch einen Neubau ersetzt, gefolgt von einer neuen Frauenklinik und Entbindungsstation und einem neuen Verwaltungsgebäude, in dem sich auch die Berufsfachschule befindet.
Seit März 2021, verzögert durch die Covid-19-Pandemie, eine Cyberattacke auf das Klinikum mit dem Emotet-Virus und die Suche nach Blindgängern aus dem Zweiten Weltkrieg wird unter dem Arbeitstitel „Projekt 2030“ auf dem Gelände ein komplett neues Klinikum errichtet. Dabei soll in verschiedenen Bauabschnitten ein völlig neues Klinikum mit 1.000 Betten entstehen. Die bisherigen Bestandsgebäude sollen dann im Laufe des Neubaus – mit Ausnahme der unter Denkmalschutz stehenden Gebäude – sukzessiv abgerissen werden.

## Organisation
Das Klinikum Fürth verfügt über 15 medizinische Hauptfachabteilungen und zwei Belegabteilungen. Seit Mai 2023 ist Alexander Mohr neuer Vorstand des Klinikum Fürth. Zuvor war Peter Krappmann 21 Jahre lang – von 2001 bis 2022 – als Vorstand tätig. Zusätzlich existiert eine Klinikumsleitung, bestehend aus dem Ärztlichen Direktor, dem Kaufmännischen Direktor, der Pflegedirektorin sowie der Direktorin für Personal und Bildung. Als Kontrollgremium existiert ein Verwaltungsrat aus neun ehrenamtlichen Stadträten, sowie dem Bürgermeister und dem Oberbürgermeister Thomas Jung. Letztgenannter ist auch der Vorsitzende des Verwaltungsrates.
Das Klinikum Fürth ist Mitinitiator und Gründungsmitglied der Klinik Kompetenz Bayern, einem Zusammenschluss von 25 Krankenhäusern, um den Erhalt der Häuser in der jeweiligen Trägerschaft dauerhaft zu sichern, aber auch um die medizinische Versorgung weiterhin in hoher Qualität aufrechtzuerhalten und weiterhin, um Lobbyarbeit zu leisten.

## Abteilungen
Am Klinikum Fürth werden folgende Fachabteilungen vorgehalten:
- Anästhesiologie, Intensivmedizin, Schmerztherapie
- Augenheilkunde
- Chirurgische Klinik 1 (Viszeralchirurgie, Thoraxchirurgie, Gefäßchirurgie und Kinderchirurgie), Darmzentrum
- Chirurgische Klinik 2 (Unfallchirurgie, Orthopädie, wiederherstellende Chirurgie, Neurochirurgie und Physikalische Therapie), Endoprothetikzentrum, Regionales Traumazentrum
- Gynäkologie und Geburtshilfe, Brustzentrum, Gynäkologisches Krebszentrum
- Geriatrische Rehabilitation
- Hals-Nasen-Ohrenheilkunde
- Kinderheilkunde, Perinatalzentrum Level 1, Neuropädiatrisches Zentrum
- Medizinische Klinik 1 (Kardiologie, Pulmonologie, Schlafmedizin und Allergologie)
- Medizinische Klinik 2 (Gastroenterologie, Stoffwechselerkrankungen, Ernährungsmedizin, Hämatologie und internistische Onkologie)
- Neurologie, Stroke Unit
- Pathologie
- Radiologie und Neuroradiologie
- Strahlentherapie
- Urologie und Kinderurologie, Prostatakarzinomzentrum, Kontienz- und Beckenbodenzentrum
- Zentrale Notaufnahme (ZNA)

Zusätzlich verfügt das Klinikum über Spezialbereiche und Tageskliniken:
- Schmerztherapeutische Tagesklinik
- Tagesklinik für Kinder- und Jugendpsychiatrie und Psychotherapie
- Medizinische Versorgungszentren (Klinikum Fürth MVZ gGmbH)[9]

## Studium und Ausbildung
Als Lehrkrankenhaus der Universität Erlangen-Nürnberg bietet das Klinikum Fürth angehenden Ärzten eine strukturierte Ausbildung während des Medizinstudiums an. Das Praktische Jahr (PJ) kann ebenso angeboten werden, wie die spätere Spezialisierung zum Facharzt.
In Kooperation mit der Evangelischen Hochschule Nürnberg wird zusätzlich zur generalistischen Pflegeausbildung ein primärqualifizierender Studiengang zum Bachelor Pflege (B.Sc.) mit integrierter Berufszulassung bzw. in Kooperation mit der Technischen Hochschule Nürnberg Georg Simon Ohm ein praxisintegrierender Studiengang der Hebammenwissenschaft (B.Sc.) mit angeboten.
Zusätzlich befindet sich auf dem eigenen Gelände eine Berufsfachschule mit folgenden Ausbildungsberufen im Gesundheitswesen:
- Generalistische Pflegeausbildung zum Pflegefachmann (in Kooperation mit dem Evangelischen Diakonieverein Berlin-Zehlendorf)
- Operationstechnische Assistenz (OTA) bzw. Anästhesietechnische Assistenz (ATA)

Weitere Ausbildungsberufe am Klinikum Fürth:
- Medizinischer Fachangestellter
- Medizinisch-Technische Radiologieassistenz (MTRA)
- Kaufmann im Gesundheitswesen
- Elektroniker für Betriebstechnik
- Fachinformatiker für Systemintegration
- Koch

Neben den Ausbildungsberufen bietet das Klinikum eine eigene Fort- und Weiterbildungsabteilung an. Es stehen folgende Weiterbildungsmöglichkeiten gemäß den Vorgaben der Deutschen Krankenhausgesellschaft (DKG) zur Auswahl:
- Intensiv- und Anästhesiepflege
- Pflege in der Onkologie
- Notfallpflege
- Intermediate Care-Pflege
- Praxisanleitung
- Palliative Care